# Rodovia Dacar–Jamena
A Rodovia Transafricana 5 (TAH 5), também conhecida como Rodovia Dacar–Jamena e Rodovia Transaheliana, é uma rodovia transnacional que faz parte da Rede Rodoviária Transafricana, sob responsabilidade da Comissão Econômica das Nações Unidas para a África, do Banco Africano de Desenvolvimento, da União Africana e dos Estados nacionais atravessados.
É um projeto rodoviário transnacional para pavimentar e melhorar as formalidades limítrofes em uma rota através da franja sul do Sahel na África Ocidental, entre Dacar, no Senegal, e Jamena, no Chade.
A rodovia passa por sete países e cinco capitais nacionais, e une regiões de similar clima e ambiente, as quais tem nexos culturais e comerciais desde séculos. É uma das duas rotas transnacionais leste-oeste em África Ocidental e é paralela a Rodovia Dacar–Lagos com uma separação de cerca de 900 km. 

## Rota

### Características
A Rodovia Dacar–Jamena tem uma longitude aproximada de 4.500 km que recorrem o Senegal, Mali, Burquina Fasso, Níger, Nigéria, terminando em Jamena. Todo o trecho, salvo uns 775 km no oeste de Mali, tem sido pavimentado, mas extensas seções requerem reabilitação ou estão atualmente sob reconstrução. A maior parte da rota aproveita a infraestrutura rodoviária nacional existente.

#### Seções
- Em Senegal, de Dacar a Tambacounda, 462 km, pavimentados, 315 km em más condições.
- Enlaçando Senegal e Mali entre Tambacounda e Bamaco, duas opções foram propostas em um informe de uma consultora em 2003: 
  - uma rota sul mais curta e direta via Saraya e Kita, 825 km, em boas condições;
  - uma rota mais longa pelo norte, via Kayes, Diéma e Didjeni, 912 km
- No sudeste de Mali, de Bamaco a Sicasso via Bougouni, 374 km, pavimentada.
- De Sicasso a Koloko na fronteira com Burquina Fasso, 50 km sem pavimentar.
- Em Burquina Fasso: 862 km via Bobo Diulasso, Uagadugu, Cupela, e Fada Ngourma, pavimentada e em boas condições.
- Em Níger: 837 km dos quais 600 km estão em más condições, via Niamei, Dosso, Dogondoutchi, Birnin-Konni e Maradi na fronteira nigeriana em Jibiya.
- Na Nigéria: 972 km, pavimentados e em boas condições, via Catsina, Cano, Kari, Maiduguri e Dikwa.
- Um curto segmento nos Camarões consiste em 85 km, sem pavimentar, desde a fronteira com a Nigéria até Maltam, a qual é intransitável durante a estação chuvosa.
- Chade: a rodovia percorre apenas uns quantos quilômetros por Chade.

### Ligações a outras rodovias transnacionais
A Rodovia Dacar–Jamena intersecta com as seguintes rodovias a:
- a  Rodovia Cairo–Dacar em Dacar
- a  Rodovia Dacar–Lagos em Dacar
- a  Rodovia Argel–Lagos em Cano, Nigéria
- a  Rodovia Jamena–Jibuti em Jamena, com a qual se formará um cruzamento completo leste-oeste do continente africano, de 8.715 km.

As regiões nortenhas de Guiné, Costa do Marfim, Gana, Togo, e Benim estão próximas da Rodovia Dacar–Jamena. Há caminhos pavimentados que conectam a Rodovia Dacar-Jamena e a Rodovia Dacar–Lagos:
- Costa do Marfim (Sicasso ou Bobo Diulasso com Iamussucro)
- Gana (Uagadugú com Acra)
- Togo (Cupela com Lomé)
- Benim (Dosso com Cotonou)
- Nigéria (Birnin-Konni ou Cano com Lagos).